# Mahasthamaprapta
Mahasthamaprapta är en bodhisattva inom mahayanabuddhismen som står för styrka och visdom. Han är en följeslagare till Amitabha buddha, tillsammans med Avalokiteshvara, och representerar i denna konstellation Amitabhas visdom. Han var inte särskilt populär i varken Indien eller Tibet, men är en vanligt förekommande figur i Kina och Japan, där han oftast avbildas tillsammans med Amitabha och Avalokiteshvara. I Japan förekommer dock även viss dyrkan och avbildning av Mahasthamaprapta själv.
Han omtalas eller deltar bland annat i sutrorna Sukhāvatīvyūhaḥ-sūtra, Lotussutran och Śūraṅgama sūtra. 
Han är också en av tretton viktiga bodhisattvor inom den esoteriska inriktningen Shingon.